# Fachschule für Luftfahrzeugführer
Die Fachschule für Luftfahrzeugführer (FFL) ist die älteste private Flugschule für Berufspiloten in Deutschland. Sie wird nur durch die Verkehrsfliegerschule der ehemals staatlichen Lufthansa als älteste Flugschule übertroffen, diese steht jedoch aktuell hauptsächlich nur (angehenden) Mitarbeitern der Fluggesellschaft offen. Das Vorläufer-Unternehmen wurde 1963 gegründet. Der Betrieb ist am Verkehrslandeplatz Essen/Mülheim ansässig, ihre Rechtsform ist GmbH.
Die Schule bildet seit 1963 vor allem Berufspiloten in Theorie und Praxis aus und bereitet sie auf die vom Luftfahrt-Bundesamt durchgeführte Prüfung zum Luftfahrzeugführer vor. In den vergangenen 40 Jahren hat die FFL rund 5.800 Flugschüler bis zur Prüfung zum Verkehrsflugzeugführer begleitet und ist damit Branchenzweiter nach der Fliegerschule der Lufthansa, die seit ihrem Bestehen 6.700 Piloten vorwiegend für den Bedarf im eigenen Konzern und später auch für die Bundeswehr ausgebildet hat.

## Ausbildungsdurchführung
Die theoretische Ausbildung umfasst die Bereiche Flugtechnik, Meteorologie, Funktechnik, Schwerpunktberechnung, Elektrotechnik und Flugmedizin.
Für die praktische Vorbereitung setzt die Schule auf eine Flugzeugflotte aus bewährten Modellen des internationalen Flugzeugbaus und moderne Flugsimulatoren. Zur Flotte gehören eine Piper Archer III mit Avidyne Entegra Glascockpit, vier Cessna 152, zwei Cessna 172, eine Socata TB 20 und zwei Diamond DA 42 TDI.

## Ausbildungsziele
Die FFL bereitet die Flugschüler auf die Prüfungen des Luftfahrt-Bundesamts zu folgenden Lizenzen vor:
- Private Pilot Licence (PPL) – Privatpilotenlizenz
- Commercial Pilot Licence (CPL) – Berufsflugzeugführerlizenz
- Instrument Flight Rules (IFR) – Instrumentenflugberechtigung
- Airline Transport Pilot License (ATPL) in durchgehender (ohne Vorausbildung) oder in modularer Ausbildung (bei bereits bestehenden Lizenzen)
- Long-Range-Licence (Langstreckenflugberechtigung)
- Fluglehrerlehrgänge

Zudem bietet die Schule verschiedenste Auffrischungs-, Ergänzungs- und Vorbereitungslehrgänge:
- Flight-Management-System-Training
- Trainings zur Umschreibung militärischer Lizenzen
- Global Positioning System (GPS)-Training
- Electronic Flight Instrument System (EFIS)-Training
- Crew Resource Management (CRM)-Training
- Screening-Vorbereitung

## Kooperationen
In Zusammenarbeit mit der University of Pune wird die FFL ab dem Herbst 2013 ein Ingenieurstudium mit anschließender Berufspilotenausbildung anbieten. Das duale Studium soll vier Jahre dauern und mit dem Bachelor abgeschlossen werden. Der zweijährige theoretische Ausbildungsteil erfolgt an der Universität von Pune und die anschließende berufspraktische Flugausbildung durch die FFL am Verkehrslandeplatz Essen/Mülheim.